# ハービスOSAKA
ハービスOSAKA （ハービスオオサカ、英字表記:HERBIS OSAKA） は、大阪府大阪市北区梅田二丁目（オオサカガーデンシティ）にある複合商業施設。阪神電気鉄道が運営している。正式名称は梅田阪神第1ビルディング（うめだはんしんだいいちビルディング）。オフィスタワーは梅田で最も高い超高層ビルである。
かつてはこの地に阪神電気鉄道の本社が所在し、平成に入って野田阪神に移転した跡地を再開発したのがハービスOSAKAである。

## 構成
ハービスOSAKAオフィスタワー（高層棟）
高さ約190mの超高層ビル。中層階までは賃貸オフィス、高層階にはホテルザ・リッツ・カールトン大阪の客室がある。また、当ビルにはTBS関西支社、コナミデジタルエンタテインメント大阪スタジオ、カルチュア・コンビニエンス・クラブ大阪本店、阪急交通社本社、グンゼ大阪本社、富国生命保険大阪北支社などがそれぞれテナントとして入居している。また、屋上には開閉式ヘリポートを有している。
東棟
商業施設「ハービスPLAZA」が入る。
西棟
ザ・リッツ・カールトン大阪のフロント・レストランといった共用施設や、地下ホール「ハービスHALL」などがある。

## 周辺
- ハービスENT（ハービスエント、梅田阪神第2ビルディング）
阪神西梅田開発の第2期事業。ハービスOSAKAの東隣に建設された地上28階、地下4階、高さ150mの複合高層ビル。ハービスENTオフィスタワー（高層棟）、ハービスPLAZA ENT（高級ブランド店などが入る商業施設）、大阪四季劇場などで構成される。

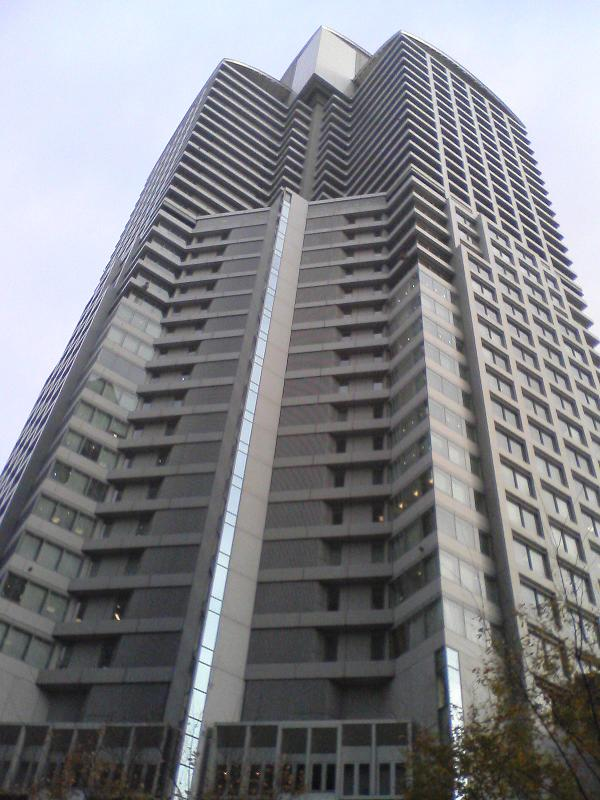
ハービスOSAKAオフィスタワー
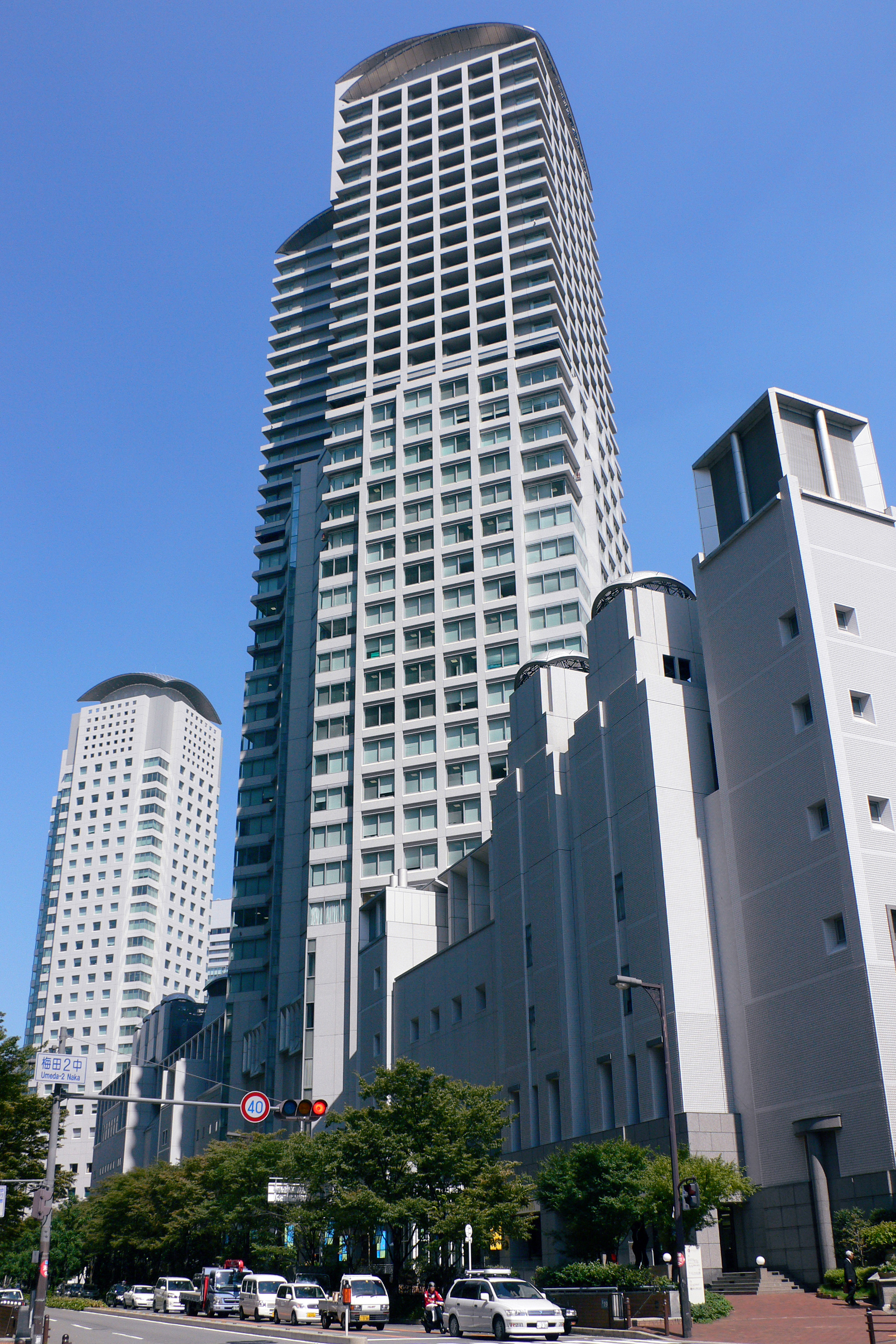
中央がハービス大阪オフィスタワー、左奥がハービスENTオフィスタワー
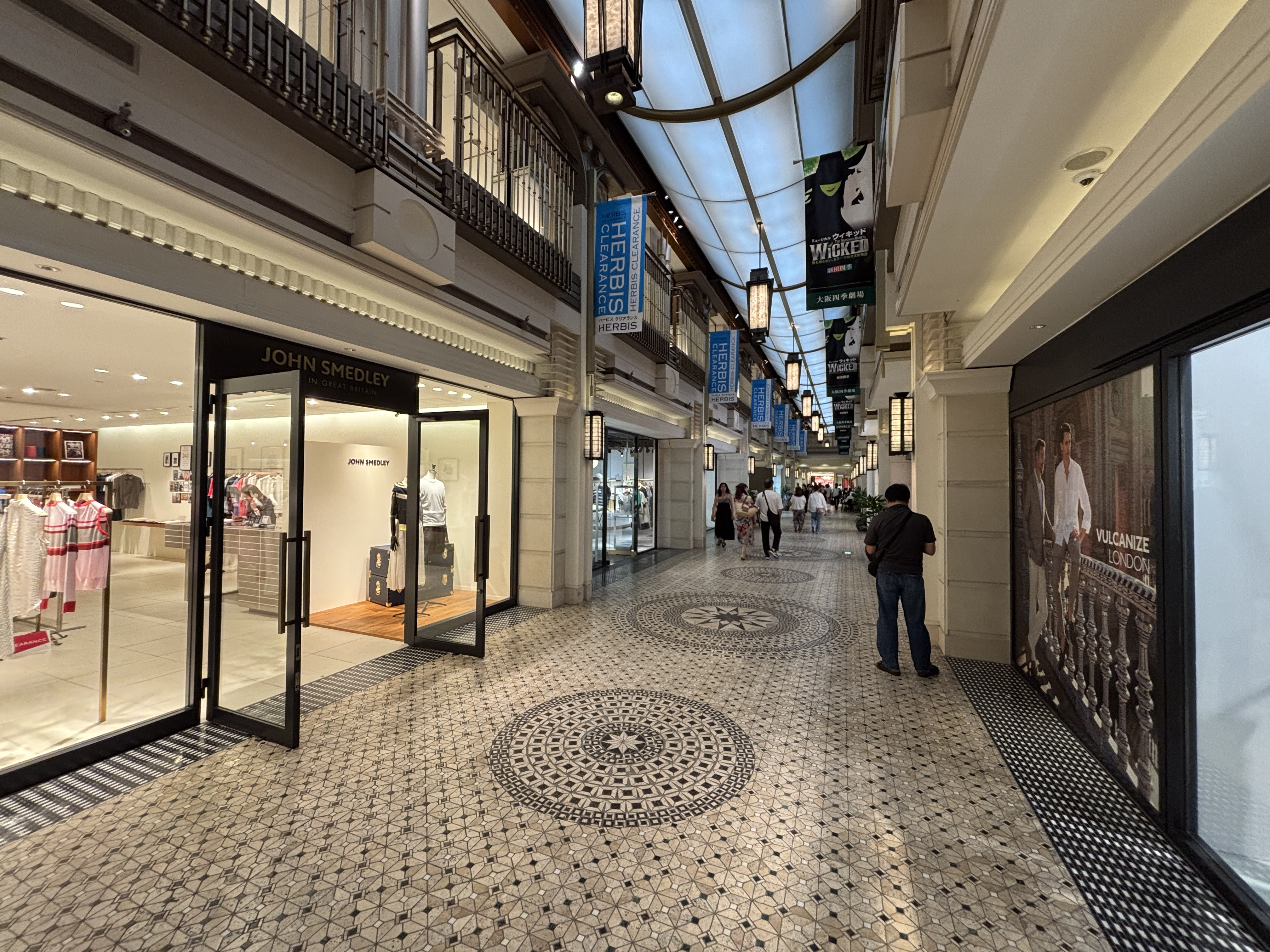
ハービスPLAZA ENT

## 送信施設
- 当ビルにはコミュニティ放送局であるエフエムキタの送信所が置かれている。

| 周波数  | 放送局名                         | コール サイン | 空中線電力 | ERP | 放送対象 地域    | 放送区域 内世帯数 | 開局日       |
| ------- | -------------------------------- | ------------- | ---------- | --- | ---------------- | ----------------- | ------------ |
| 78.9MHz | エフエムキタ 愛称｢Be Happy! 789｣ | JOZZ7AK-FM    | 20W        | 25W | 北区及び周辺地域 | 不明              | 1997年3月3日 |